# Црква Светог Димитрија у Косовској Митровици
Црква Светог Димитрија у Косовској Митровици је храм Српске православне цркве, припада Епархији рашко-призренској.
Када се после НАТО агресије Косовска Митровица поделила на северни и јужни део Црква Светог Саве који се налази у јужном делу града, постао је недоступан за Србе који су мигрирали у северни део града. Тада је настала потреба за изградњом нове цркве, чија је градња почела у новембру 2001. године. Локација на којој је почела градња је пажљиво изабрана и доминантна, видљива из сваког дела града и готово паралелна са Звечан кулом која је изграђена пре седам векова. Градња цркве завршена је у новембру 2005. године и освештена је на Митровдан исте године.

## Архитектура цркве
Црква посвећена Светом Димитрији је једнобродна седмокуполна грађевина са једном главном централном куполом и четири мање куполе између кракова уписаног крста, са још две додате мање куполе изнад проскомидије и ђаконина, и одвојеном кулом звонаром на западу. Апсида олтарског простора је полукружна и споља и изнутра. Припрата је засведена са три полуобличаста свода, нартекс је засведен са две мање куполе са осмостраним тамбуром над параклисима и у централном делу са полуобличастим сводом, а наос је засведен крстастим сводом ослоњеним на фасадне зидове и на два кружна лука.
Црква Светог Димитрија има троје врата. Главни портал се налази на западној страни на припрати. Остала два бочна портала постављена су на северној и јужној страни цркве. Црква је изузетно привлачна, и поред манастира Бањска, представља религиозни центар севера Космета.
Храм Светог Димитрија почео да се фрескопише 2010. године.